# Махараштри
Махараштри (деванагари:महाराष्ट्री प्राकृत) — пракрит, распространённый в Древней Индии на определённом этапе развития языков и диалектов (до н. э.) Индийского субконтинента.
Махараштри зародился как диалект на северо‐западе индийской исторической области Декан. Махараштри был достаточно развитым литературным языком. Особенно активно он применялся в жанре популярной в Индии того времени лирической песни.

## Отличия
Махараштри имел некоторые отличия как от пали, так и от санскрита и других пракритов.